# Seagate ST-506

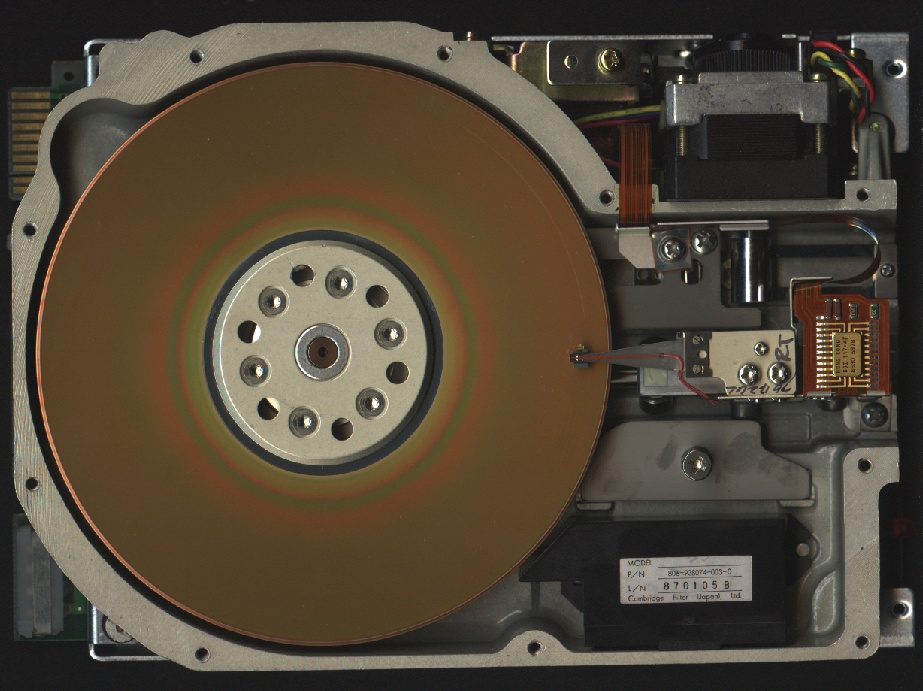
HDD Seagate ST 506

Il Seagate modello ST-506 è stato il primo hard disk drive da 5,25 pollici. Introdotto nel 1980, memorizza fino a 5 MB di dati dopo la formattazione. Il modello, simile ma più costoso, ST-412 da 10 MB è stato introdotto alla fine dell'anno 1981. Entrambi usano la tecnica di memorizzazione MFM.
L'ST-506 si interfaccia al computer tramite un controller per il disco (disk controller). L'interfaccia dell'ST-506 è derivata a sua volta dalla Shugart Associates SA1000 a sua volta basata sulla interfaccia per floppy disk drive. Questo rendeva la progettazione del controller del disco relativamente semplice.

## Piedinatura
Estratto dal manuale ST506/ST412.
Nella seguente tabella, il carattere "~" indica un segnale negativo (attivo basso).

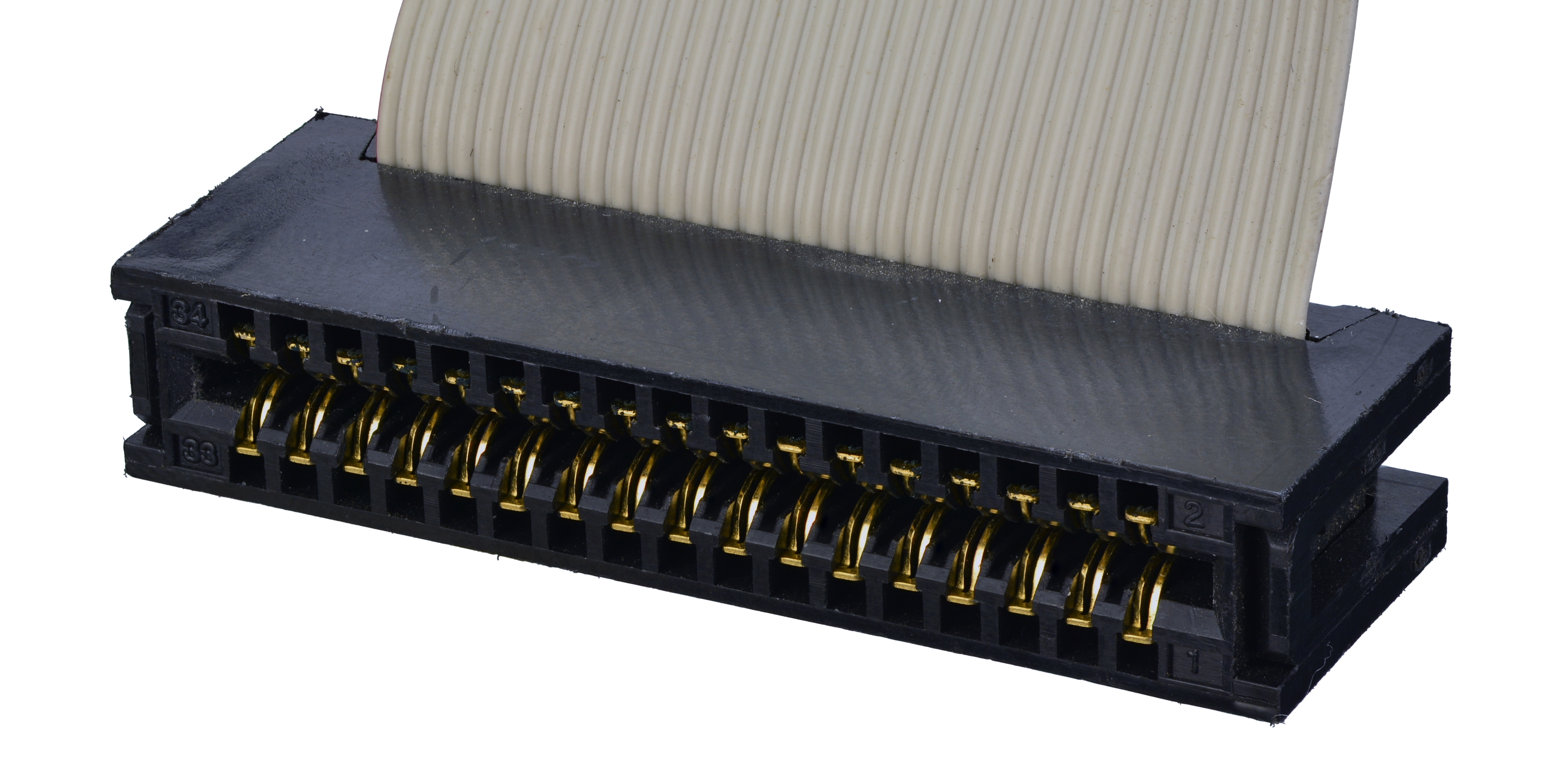
Connettore di controllo

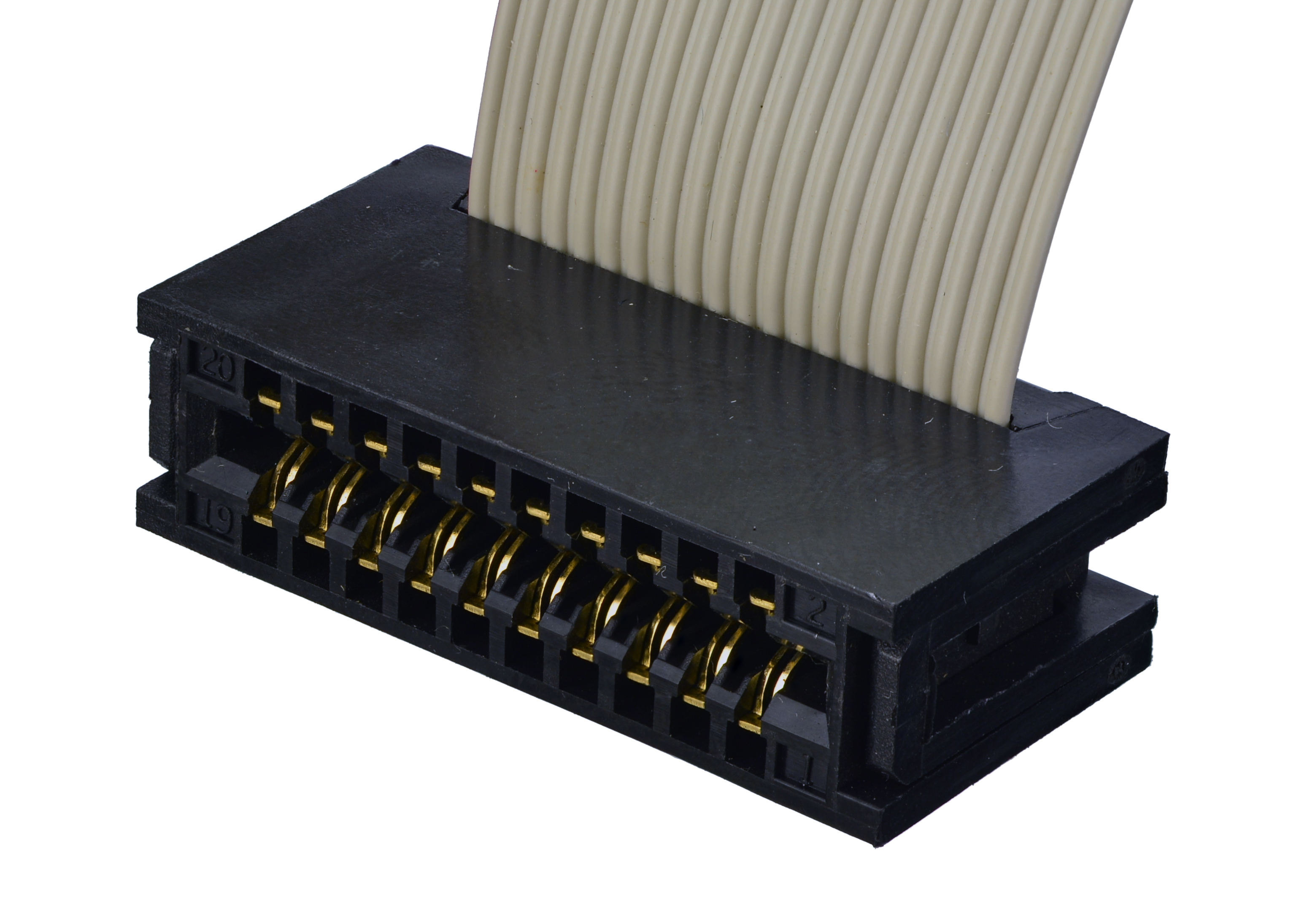
Connettore dati

| GROUND       | 1  | 2  | ~HD SLCT 3 (or ~Reduced Write Current) |
| GROUND       | 3  | 4  | ~HD SLCT 2                             |
| GROUND       | 5  | 6  | ~WRITE GATE                            |
| GROUND       | 7  | 8  | ~SEEK CMPLT                            |
| GROUND       | 9  | 10 | ~TRACK 0                               |
| GROUND       | 11 | 12 | ~WRITE FAULT                           |
| GROUND       | 13 | 14 | ~HD SLCT 0                             |
| Key (no pin) | 15 | 16 | Reserved                               |
| GROUND       | 17 | 18 | ~HD SLCT 1                             |
| GROUND       | 19 | 20 | ~INDEX                                 |
| GROUND       | 21 | 22 | ~READY                                 |
| GROUND       | 23 | 24 | ~STEP                                  |
| GROUND       | 25 | 26 | ~DRV SLCT 0                            |
| GROUND       | 27 | 28 | ~DRV SLCT 1                            |
| GROUND       | 29 | 30 | ~DRV SLCT 2                            |
| GROUND       | 31 | 32 | ~DRV SLCT 3                            |
| GROUND       | 33 | 34 | ~DIRECTION IN                          |

| ~DRV SLCTD    | 1  | 2  | GROUND        |
| No connection | 3  | 4  | GROUND        |
| No connection | 5  | 6  | GROUND        |
| No connection | 7  | 8  | Key (no pin)  |
| No connection | 9  | 10 | No connection |
| GROUND        | 11 | 12 | GROUND        |
| +MFM WRITE    | 13 | 14 | -MFM WRITE    |
| GROUND        | 15 | 16 | GROUND        |
| +MFM READ     | 17 | 18 | -MFM READ     |
| GROUND        | 19 | 20 | GROUND        |